# Ivan Milat
Ivan Robert Marko Milat, dit « The Backpacker Killer » ou « The Backpacker Murderer », né le 27 décembre 1944 à Guildford (Nouvelle-Galles du Sud, Australie) et mort le 27 octobre 2019 en Malabar (Nouvelle-Galles du Sud), est un tueur en série australien responsable des meurtres de sept personnes dont cinq étaient des routards internationaux d'où le nom qui fut donné à cette affaire : « Les meurtres des routards ».
Ivant Milat fut reconnu coupable des meurtres et condamné à sept peines de réclusion criminelle à perpétuité assorties de 18 ans de sûreté.

## Meurtres

### Premier et second cas
Le 20 septembre 1992, un groupe en course d'orientation découvrit un cadavre en décomposition dans la forêt de l'État de Belanglo. Le lendemain, les agents de police, Roger Gough et Suzanne Roberts, découvrirent un second cadavre à 30 mètres du lieu où fut retrouvé le premier corps. Les premiers rapports des médias suggérèrent que les corps étaient ceux de deux auto-stoppeuses britanniques portées disparues, Caroline Clarke et Joanne Walters, qui avaient disparu dans le quartier de Kings Cross à Sydney en avril 1992. Toutefois, un couple allemand, Gabor Neugebauer et Anja Habschied, avait également disparu de Kings Cross peu après Noël 1991, et Simone Schmidl, Allemande elle aussi, avait été portée disparue depuis plus d'un an. Il était également possible que les corps soient ceux d'un jeune couple victorien, Deborah Everist et James Gibson, qui avait disparu depuis qu'il avait quitté Frankston en 1989.
Toutefois, la police confirma rapidement que les corps étaient ceux de Clarke et Walters. Walters avait été poignardée 35 fois, et Clarke avait été abattue de plusieurs balles dans la tête. Malgré des recherches minutieuses dans la forêt pendant les cinq jours qui suivirent, aucune autre preuve ni aucun autre corps ne furent retrouvés par la police. Les enquêteurs écartèrent la possibilité de nouvelles découvertes dans les forêts de l'État de Belanglo.

### Troisième et quatrième découvertes et identification de corps
En octobre 1993, un homme de la région, Bruce Pryor, découvrit un crâne humain et un fémur dans un endroit particulièrement reculé de la forêt. Il revint sur les lieux avec la police et deux corps furent rapidement découverts et identifiés comme étant ceux de Deborah Everist et James Gibson. La présence du corps de Gibson dans l'État de Belanglo était une énigme pour les enquêteurs, car son sac à dos et son appareil photo avaient été découverts sur le bord de la route à Galston Gorge, dans la banlieue nord de Sydney, à près de 100 kilomètres.

### Cinquième, sixième et septième découvertes
Le 1er novembre 1993, un crâne fut découvert dans une clairière dans la forêt par le sergent de police Trichter Jeff. Le crâne fut plus tard identifié comme étant celui de Simone Schmidl de Ratisbonne, en Allemagne. Elle avait été vue, pour la dernière fois, faisant de l'auto-stop le 20 janvier 1991. Les vêtements trouvés sur les lieux n'étaient pas ceux de Schmidl, mais ils correspondaient à ceux d'une autre auto-stoppeuse disparue, Anja Habschied. Simone Schmidl avait été tuée de plusieurs coups de couteau dans le torse.
Les corps de Habschied et son petit ami Gabor Neugebauer furent retrouvés le 3 novembre 1993 dans des tombes peu profondes, 50 mètres plus loin. Ils avaient, comme les autres victimes, été abattus et / ou poignardés. Habschied avait été décapitée, tandis que Neugebauer avait été abattu de plusieurs balles, en plein visage.

## Recherche sur l'identité du tueur en série
Il existait beaucoup de similitudes entre les meurtres. Chacun des corps avait été délibérément posé face cachée, les mains derrière le dos, recouvert par des brindilles et des fougères. L'étude médico-légale put déterminer que chacune des victimes avait souffert de multiples blessures par arme blanche au torse. Le tueur avait évidemment passé du temps avec les victimes pendant et après les meurtres, car un campement fut découvert près de l'emplacement de chaque corps et des douilles du même calibre ont également été identifiées sur chaque site. Joanne Walters et Simone Schmidl avaient été poignardées, alors que Caroline Clarke avait été abattue de plusieurs balles en pleine tête et poignardée post mortem. Anja Habschied avait été décapitée et les autres victimes ont montré des signes de strangulation et de coups violents. La police pensait que les crimes étaient l'œuvre d'au moins deux personnes, mais les déclarations sous serment d'Ivan Milat impliquèrent au moins sept personnes.
Le 13 novembre, la police reçut un appel d'un Anglais qui avait voyagé en Australie plusieurs années auparavant, Paul Onions. Le 25 janvier 1990, il avait accepté une excursion au sud de Sydney avec un homme connu seulement sous le nom de « Bill ». Au sud de la ville de Mittagong, Bill avait braqué une arme sur Onions, qui avait réussi à s'échapper. Grâce à Joanne Berry, une automobiliste de passage, il avait pu signaler l'agression à la police locale. Le témoignage d'Onions fut appuyée par un autre de Joanne Berry, qui avait également contacté les enquêteurs, accompagné par la petite amie d'un homme qui avait travaillé avec Ivan Milat, et qui pensait qu'il devrait être interrogé sur cette affaire. Le 13 avril 1994 le détective Gordon trouva la note concernant les appels de Paul Onions à la hotline cinq mois plus tôt. Le superintendant Small appela immédiatement la police de Bowral pour récupérer le rapport mais celui-ci était manquant. Heureusement, l'agent Nicholson l'avait noté dans son carnet, ce qui a permis de fournir plus de détails que la déclaration originale. La police confirma que Richard Milat avait travaillé le jour de l'attaque, mais pas Ivan.

## Arrestation et jugement
Milat est rapidement devenu suspect. La police apprit qu'il avait purgé une peine de prison en 1971 pour l'enlèvement de deux femmes et le viol de l'une d'elles, mais les poursuites furent abandonnées. Elle apprit également que lui et son frère Richard avaient travaillé ensemble pour un gang de la route le long de l'autoroute entre Sydney et Melbourne ; qu'il possédait une propriété à proximité de Belanglo, et qu'il avait vendu un 4X4 Nissan Patrol peu de temps après la découverte des cadavres de Clarke et Walters. Une source proche du suspect informa aussi la police que ce dernier était obsédé par les armes. Lorsque le lien entre Onions et les meurtres de Belanglo fut fait, la police demanda à Onions de revenir en Australie afin d'aider à l'enquête.
Le 5 mai 1994, Onions identifia Milat comme l'homme qui l'avait pris en stop, avait essayé de le ligoter avant de tenter de le tuer. Milat fut arrêté le 22 mai 1994 à son domicile de Cinnebar Street, à Eagle Vale avec l'aide de 50 officiers de police dont des agents lourdement armés de l'Unité des opérations tactiques. Les maisons appartenant à ses frères Richard, Alex, Boris, Walter et Bill furent également fouillées par plus de 300 policiers. La perquisition au domicile de Ivan Milat révéla une cache pleine d'armes, y compris un fusil de calibre .22 qui correspondait au type utilisé dans les meurtres, ainsi que des vêtements, matériel de camping et de caméras appartenant à plusieurs de ses victimes.
Milat comparut devant le tribunal pour vol et possessions d'armes le 23 mai. Il ne plaida pas. Le 30 mai, après des enquêtes de police continues, Milat fut également accusé des meurtres des sept routards. Début février 1995, Milat fut placé en détention provisoire jusqu'en juin. En mars 1996, le procès commença, et dura 15 semaines. Sa défense était que, en dépit de la quantité de preuves, il n'y avait aucune preuve qu'Ivan Milat était coupable et il tenta de faire porter le chapeau à d'autres membres de sa famille, en particulier à son frère, Richard.
Le 27 juillet 1996, un jury déclara Ivan Milat coupable de meurtre. Il fut également reconnu coupable de tentative d'assassinat, séquestration et vol sur la personne de Paul Onions, pour lesquels il a reçu trois peines de prison de six ans chacune. Pour les meurtres de Caroline Clarke, Joanne Walters, Simone Schmidl, Anja Habschied, Gabor Neugebauer, James Gibson et Deborah Everist, Milat fut condamné à la perpétuité sur chaque chef d'accusation, chaque peine consécutive, sans possibilité de libération conditionnelle.
Le premier jour de son incarcération à Maitland Gaol, il fut battu par un autre détenu. À peu près un an plus tard, il fit une tentative d'évasion aux côtés d'un trafiquant de drogue et d'un ancien conseiller municipal de Sydney, George Savvas. Savvas fut retrouvé pendu dans sa cellule le lendemain et Milat fut transféré à la super-prison de sécurité maximale à Goulburn, en Nouvelle Galles du Sud.

## Appels
Ivan Milat fit appel de ses condamnations car il considérait que sa défense n'avait pas été suffisante, et constituait donc une violation de son droit à la représentation juridique, en référence au cas historique de Dietrich vs La Reine. Toutefois, les juges Gleeson, Meagher et Newman de la Cour d'appel pénale de Nouvelle-Galles du Sud jugèrent que le droit à une représentation juridique ne dépend pas de la qualité de la représentation, sauf si la qualité de la représentation est si faible que l'accusé s'en sortirait mieux sans elle. La Cour a conclu que ce n'était pas le cas, et a donc rejeté l'appel.
En 2004, Milat déposa une demande auprès de la Haute Cour et fut entendu par le juge McHugh. Il demanda soit à être entendu directement par le juge grâce à une autorisation spéciale, soit à comparaitre par liaison vidéo. La demande fut rejetée au motif que les questions soulevées pourraient être traités de manière adéquate par correspondances écrites.
Pour le suivant, les motifs furent que le juge du procès avait commis une erreur en permettant au ministère public de présenter une preuve à l'appréciation du jury non prise en charge par ses propres témoins et a également présenté d'autres cas au jury, dont l'un n'avait pas été soutenu par la Couronne. McHugh indiqua que cet appel était nul car il avait été signalé trop tard.

## Blessure auto-infligée
Le 26 janvier 2009, Milat se coupe le petit doigt avec un couteau en plastique, avec l'intention de l'envoyer à la Haute Cour. Il fut emmené à l'hôpital de Goulburn sous haute sécurité, mais le lendemain, Milat retourne en prison car les médecins ont constaté qu'ils ne pouvaient pas lui remettre le doigt en place.
Ce n'était pas la première fois que Milat s'était blessé lui-même en prison. Dans le passé, il a avalé des lames de rasoir, des agrafes et autres objets métalliques.
En 2011, Milat entama une grève de la faim pour obtenir une PlayStation. Il perdit 25 kg.

## Un neveu tueur
Le neveu d'Ivan Milat, Matthew Milat, a été condamné à 43 ans de prison pour le meurtre d'un de ses amis, dont il avait abandonné le corps également dans la forêt de Belanglo.

## Traitement dans les médias

### Livre
- Bande dessinée McSkyz présente : Le Backpacker Killer / scénario Mina Zampano ; ill. Nicolas Ghisalberti. Vanves : Dark Side, coll. "HVF", 02/2025, 110 p.  (ISBN 978-2-01-723468-5)[7]

### Documentaire télévisé
- « Meurtres en auto-stop » dans Ces crimes qui ont choqué le monde sur Numéro 23, RMC Découverte et Investigation.

### Mini-série télévisée
- Mini-série sur 13e rue (France) qui relate l'histoire d'Ivan Milat
- Mini-série de 4 épisodes sortie en 2015 intitulée Catching Milat qui relate la traque du tueur par la police australienne.